# Loch Torridon
Le Loch Torridon (en gaélique écossais : Loch Thoirbheartan) est un loch des Northwest Highlands en Écosse.

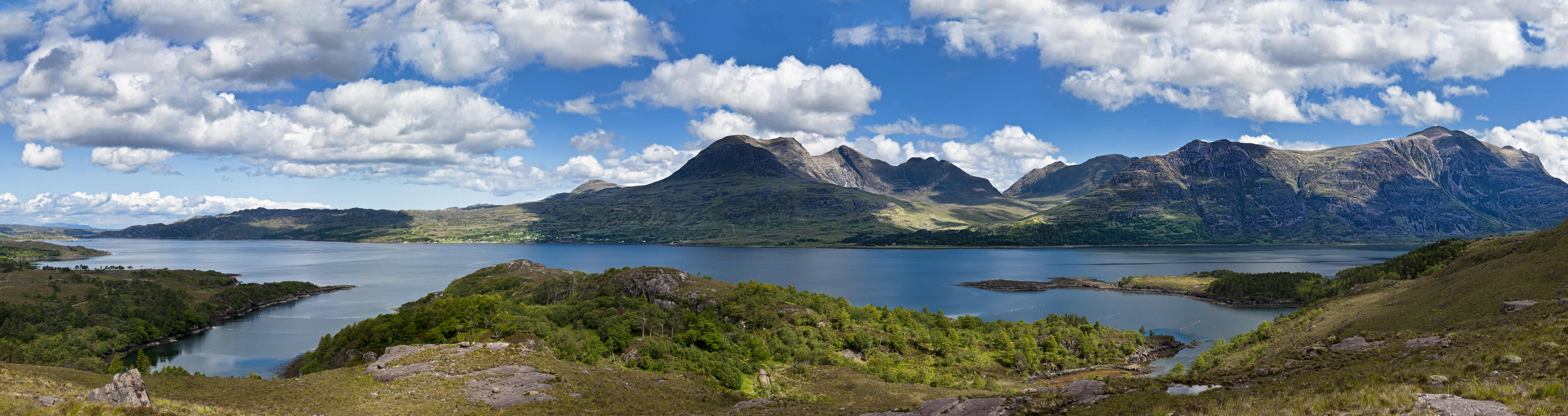
Vue panoramique du Loch Torridon.